# アイグレー
アイグレー（古希: Αιγλη, Aiglê）は、ギリシア神話に登場する多数の女性の名前である。日本語では長母音記号を省略しアイグレともいう。名前は「明るい女」や「輝きの女神」を意味する。
- アスクレーピオスとラムペティエーの末娘で[1]、健康、治癒を司る女神。ヒュギエイア（Hygieia）、イアソー（Iaso）、アケソー（Akeso）、パナケイア（Panakeia）と姉妹である。
- ナーイアデスの一人[2]。一説にはヘーリオスとの間にカリスたちを生んだ[3]。
- アトラースやニュクスの娘で、黄昏の女神たちヘスペリデスの一人[4][5]。
- ヘーリオスとクリュメネーの7人娘でヘーリアデスの一人[6][7]。
- パノペウスの娘。テーセウスに愛された[8][9]。